# Элла, Ульрик
Ульрик Брэд Энеме Элла (фр. Ulrick Brad Eneme Ella; 22 мая 2001, Санс, Франция) — габонский футболист, нападающий клуба «Анже» и сборной Габона.
Элла родился во Франции, в семье выходцев из Габона.

## Клубная карьера
Элла — воспитанник клубов «Санс», «Осер» и австрийского «Ред Булл Зальцбург». В 2019 году Ульрик подписал контракт с клубом «Амьен», но не смог дебютировать за основной состав, выступая за команду дублёров. Летом 2020 года Элла перешёл в английский «Брайтон энд Хоув Альбион», где начал выступать за юношескую команду.

## Международная карьера
Элла выступал за молодёжные команды Франции, но позже принял решение выступать за национальную сборную исторической родины. 16 ноября 2021 года в отборочном матче чемпионата мира 2022 года против сборной Египта он дебютировал за сборную Габона.